# Rab (cidade)
Rab (em italiano: Arbe) é uma cidade da Croácia, principal povoado da ilha homônima. Situa-se no condado Litoral-Serrano daquele país. 
No século XII foi a sede da Arquidiocese de Arbe; a pedido do bispo local, o Papa Alexandre III , passando pela cidade ao retornar de Zara rumo a Roma, consagrou a nova igreja da cidade.